# Charley Hughlett
Robert Charles Hughlett (Tampa, 16 maggio 1990) è un giocatore di football americano statunitense che milita nel ruolo di long snapper per i Cleveland Browns della National Football League (NFL).

## Carriera
Dopo non essere stato scelto nel Draft NFL 2012, Hughlett firmò con i Dallas Cowboys il 30 aprile. Il 27 agosto 2012 fu svincolato dopo non essere riuscito a sopravanzare il veterano L.P. Ladouceur nelle gerarchie della squadra. Il 7 gennaio 2013 rifirmò con la squadra ma il 29 maggio fu svincolato.
Il 19 marzo 2014 Hughlett firmò come free agent con i New England Patriots. Il 15 maggio 2014 fu svincolato. Il 19 giugno 2014 firmò con i Jacksonville Jaguars. Il 24 agosto 2014 fu svincolato.
Il 1º settembre 2014 Hughlett firmò con la squadra di allenamento dei Patriots, solo per essere svincolato due giorni dopo. Il 30 settembre 2014 firmò con la squadra di allenamento dei Cleveland Browns . Il 26 novembre 2014 rifirmò con la squadra di allenamento dei Patriots ma fu svincolato due giorni dopo. Il 16 novembre 2014 firmò con la squadra di allenamento dei Kansas City Chiefs.
Il 24 dicembre 2014 Hughlett firmò con il roster attivo dei Browns per competere con il titolare Christian Yount.
Nel 2015 superò Yount nelle gerachie della squadra. Disputò tutte le 16 partite giocando tutte le azioni che necessitavano di un long snapper. Il 16 febbraio 2017 Hughlett firmò un nuovo contratto di sei anni con i Browns, rendendolo all’epoca il long snapper più pagato della lega. Il 3 ottobre 2021 disputò la sua 100ª gara consecutive con i Browns, diventando il terzo giocatore dopo Joe Thomas e Phil Dawson a compiere questa impresa dal loro ritorno nella lega nel 1999.
Il 28 ottobre 2022 Hughlett firmò un nuovo contratto quadriennale con i Browns.